# 陶罗齐·鲍拉日
陶罗齐·鲍拉日（匈牙利語：Taróczy Balázs，1954年5月9日—），匈牙利男子网球运动员。他曾获得法国网球公开赛男子双打冠军、温布尔登网球锦标赛男子双打冠军。他也曾获得三枚世界大学生运动会奖牌。